# دانييل ميلوفانوفيتش
دانييل ميلوفانوفيتش (بالسويدية: Danijel Milovanovic)‏ هو لاعب كرة قدم سويدي في مركز الهجوم، ولد في 18 أكتوبر 1973. لعب مع نادي لاندسكرونا ‏.